# Прелестный (Ростовская область)
Прелестный — упразднённый хутор в Целинском районе Ростовской области. На момент упразднения входил в состав Ольшанского сельсовета. В 2001 году исключен из учётных данных.

## География
Хутор располагался на северо-западе Целинского района, в Предкавказье, в пределах Азово-Кубанской низменной равнины, на расстоянии приблизительно в 5,5 км (по прямой) к юго-западу от села Ольшанка.
Климат
Климат умеренный континентальный (согласно классификации климатов Кёппена-Гейгера — Dfa). Среднегодовая температура воздуха положительная и составляет + 10,4 °C, средняя температура самого холодного месяца января — 3,6 °C, самого жаркого месяца июля + 23,8 °C. Расчётная многолетняя норма осадков — 536 мм. Наименьшее количество осадков выпадает в марте (норма — 34 мм), наибольшее в июне (55 мм) и декабре (59 мм).

## История
Населённый пункт возник в 1921 году, когда на данную территорию в плановом порядке были переселены молокане из Карсской области, переданной в рамках Московского договора Турецкой республике. При основании сел использовался принцип распределения земель, исходя из расчета 5 десятин (примерно 5 га) земли на 1 душу. Всего в период 1921—1924 гг. были основаны 38 общин (сел и хуторов) на землях бывших донских коннозаводчиков Королькова, Андропова, Чернова, Натарова и Дронова, которые составили «Объединение молоканских общин» (ОМО).
По данным на 1926 год община Прелестная состояла из 103 хозяйств. В административном отношении входил в состав сельсовета «Объединение молоканских общин» Западно-Коннозаводческого района Сальского округа Северо-Кавказского края.

## Население
По данным переписи 1926 года в общине проживало 511 человек (253 мужчины и 258 женщин), все великороссы.